# Töjning av en piercing
Töjning av en piercing innebär att man under lång tid gör hålet allt större med hjälp av töjstavar, tejp, tyngder m.m.
Vid töjningen är det viktigt att processen får gå långsamt för att inte orsaka onödiga skador som kan ställa till problem i det långa loppet eller helt enkelt sätta stopp för det fortsatta 'töjandet'.
Att 'töja' är dock en lite missvisande term: det man egentligen gör/skall göra är att man skall 'lura' sin kropp att producera fler hudceller genom att väldigt långsamt förstora smycket som man använder dig av. Det är därför som många idag rekommenderar att man använder sig av någon form av tejp, en tejp utan lim är att föredra, då sagda lim i de flesta fall innehåller ämnen som är mindre snälla mot ens hud speciellt om man som i detta fall kommer att vara utsatt för dem under en lång tid. Teflon-tejp, mer känt som gängtejp och bondagetejp är exempel.